# Bovec
Bovec (wł. Plezzo, niem. Flitsch, friulski Plèz) – miasto w Słowenii, w regionie Primorska, u zbiegu rzek Socza i Koritnica. Administracyjne centrum gminy Bovec. Ośrodek sportów zimowych w Alpach Julijskich.
W miasteczku nie ma nazw ulic, nazwę nosi jedynie główny plac miasta Trg golobarskih žrtev, pozostałe adresy tworzone są od nazw dawnych przysiółków: Rupa, Ledina, Kaninska Vas, Mala Vas, Brdo, Dvor.

## Historia
Pierwsze ślady osadnictwa na terenie miasta pochodzą z epoki żelaza. W okresie rzymskim przez miasteczko prowadziła droga przez przełęcz Predel, z Akwileji do prowincji Noricum. Miasto po raz pierwszy wzmiankowane w 1174. W okresie wojen napoleońskich stało na drodze przemarszu wojsk napoleońskich przez przełęcz Predel. W trakcie I wojny światowej znajdowało się w latach 1915–1917 na linii frontu.  Po 1918, w wyniku układu w Rapallo, Bovec znalazło się w granicach Włoch. Podczas II wojny światowej, w latach 1943–1945, zajmowane przez Niemcy, po zakończeniu walk znalazło się w brytyjsko-amerykańskiej strefie okupacyjnej. W 1976 zniszczone przez trzęsienie ziemi.

## Atrakcje turystyczne
W miasteczku znajdują się:
- kościół św Ulryka z dzwonnicą – pierwotnie romański z 1192, przebudowany na barokowy w 1720, a następnie na neoromański w 1860; w kościele zachowane są detale gotyckie (portale, łuk triumfalny) oraz barokowy ołtarz z czerwonego marmuru[5]
- zbiorowa mogiła partyzantów poległych 26 kwietnia 1943 podczas bitwy na przełęczy Golobar (największej bitwy partyzanckiej w Jugosławii podczas II wojny światowej)[6].

W okolicach miasteczka, na rzece Socza, były kręcone ujęcia do filmu Opowieści z Narnii: Książę Kaspian.

## Transport
W miasteczku znajduje się lotnisko turystyczne z trawiastym pasem startowym, oznaczone kodem ICAO – LJBO. Do miasteczka można dojechać drogą 203 oraz 206.